# Dyapanahalli, Chitradurga
Dyapanahalli là một làng thuộc tehsil Chitradurga, huyện Chitradurga, bang Karnataka, Ấn Độ.